# Alonža
Alónža je razkošna, na ramena padajoča baročna lasulja. Nosila se je na koncu 17. in začetku 18. stoletja. Sedaj jo nosijo britanski sodniki.